# Claudia Papst-Dippel

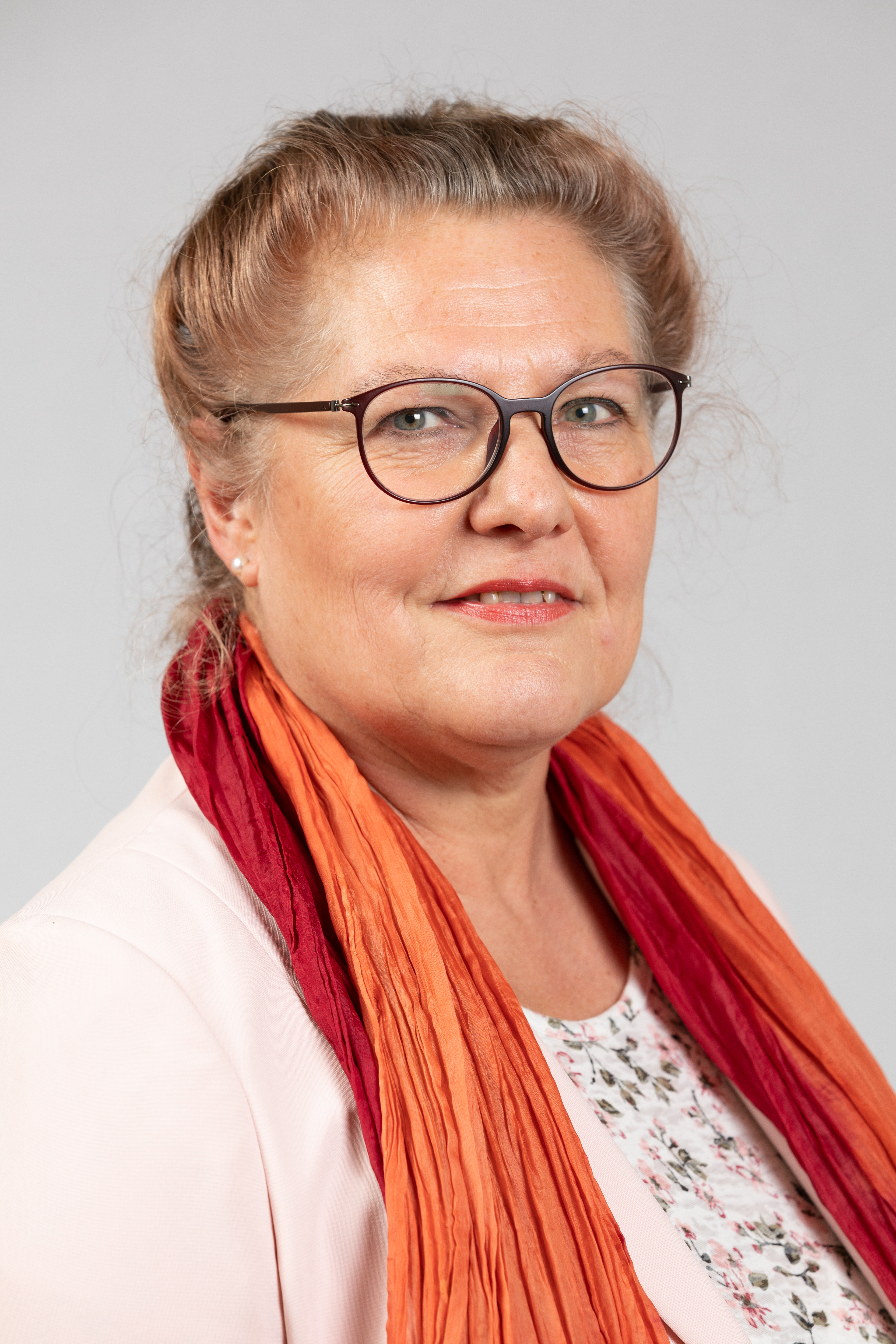
Papst-Dippel, 2019

Claudia Papst-Dippel (* 28. Januar 1963 in Birkesdorf) ist eine deutsche Politikerin (Bündnis Deutschland, zuvor AfD). Sie war von 2019 bis 2024 Abgeordnete im Hessischen Landtag.

## Leben
Nach dem Abitur 1982 besuchte Claudia Papst-Dippel eine Heilpraktikerschule. Seit 1988 ist sie als selbstständige Heilpraktikerin tätig.
Papst-Dippel war von 2014 bis 2023 Mitglied der AfD Hessen. Bei der Landtagswahl 2018 kandidierte sie auf Listenplatz 13 der Partei. Über die Landesliste zog sie als Abgeordnete am 18. Januar 2019 in den Hessischen Landtag ein. Im Juni 2021 wurde sie von der AfD-Fraktion für das Amt der Vizepräsidentin des Hessischen Landtags vorgeschlagen, unterlag jedoch in allen drei Wahlgängen. Am 27. Januar 2023 trat sie aus der AfD aus und verließ die Fraktion. Zur Landtagswahl 2023 kandidierte sie nicht mehr und schied am 17. Januar 2024 aus dem Landtag aus.
Seit Mai 2023 ist Papst-Dippel Mitglied der Partei Bündnis Deutschland, seit Oktober 2024 gehört sie dem Landesvorstand Hessen an.
Papst-Dippel wohnt in Volkmarsen und ist mit dem Forstbeamten und ehemaligen AfD-Kommunalpolitiker Hakola Dippel (* 1960) verheiratet. Sie hat drei Kinder.